# Lesbisk

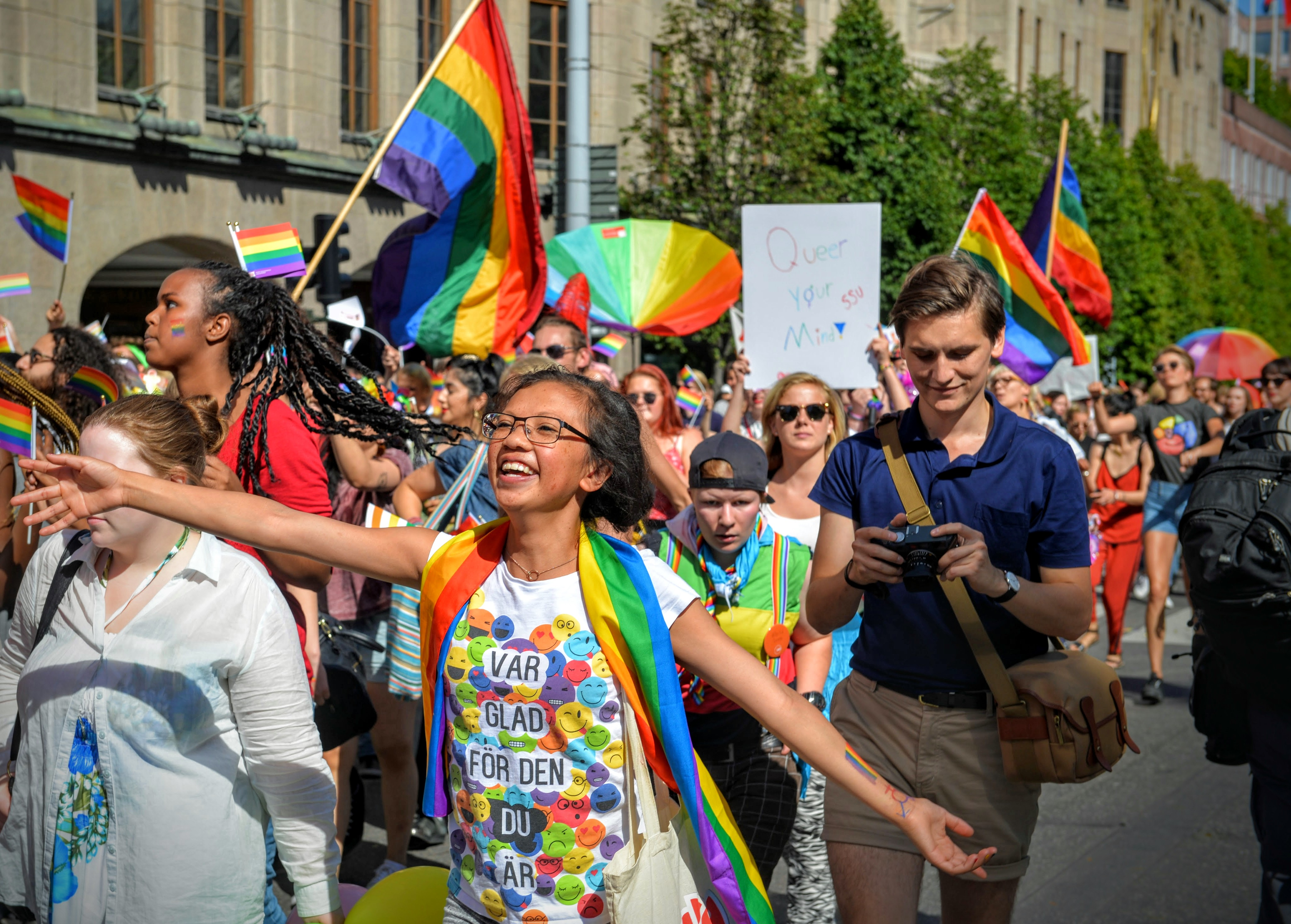
Stockholm Pride 2015.

En lesbisk person är en homosexuell kvinna: en kvinna som upplever romantisk kärlek och/eller sexuell attraktion till andra kvinnor. Termen lesbisk används också för att uttrycka sexuell identitet eller sexuellt beteende oavsett sexuell läggning, eller som ett adjektiv för att beskriva kvinnlig homosexualitet eller samkönad kärlek.
Begreppet ”lesbisk”, att särskilja kvinnor med en gemensam sexuell läggning, uppstod på 1900-talet. Historiskt sett har inte kvinnor haft samma frihet eller oberoende att ha homosexuella relationer som män har haft, men har inte heller mött lika hård bestraffning som homosexuella män gjort i vissa samhällen. Istället har lesbiska relationer ofta ansetts ofarliga och ojämförliga till heterosexuella, så länge utövarna inte försökt hävda rättigheter som traditionellt innehavs av män. På grund av detta finns det väldigt lite historisk dokumentation som ger korrekt bild av hur kvinnlig homosexualitet uttrycktes. När västerländska sexologer på det sena 1800-talet började kategorisera och beskriva homosexualitet fanns de bristande kunskap om homosexualitet och kvinnors sexualitet, det i kombination med dåtidens normer vilket ledde till att lesbiska klassades som mentalt sjuka. Som resultat av detta dolde kvinnor i lesbiska relationer antingen sina personliga liv eller accepterade samhällets etikett som utstött och skapade en subkultur och identitet som utvecklades i Europa och USA.  
Efter andra världskriget följde en period av social repression när många stater aktivt förföljde homosexuella, därav utvecklade kvinnor nätverk för att umgås och utbilda varandra. Större ekonomisk och social frihet ledde till större möjligheter att forma relationer och familjer. 
Med andra vågens feminism och en ökad mängd akademiker som studerade kvinnohistoria och sexualitet så breddades definitionen av lesbisk, och startade en debatt om sexuell lust som den viktigaste beståndsdelen för att definiera vad det är att vara lesbisk. Vissa kvinnor som håller på med samkönad kärlek tar avstånd från att identifiera sig både som lesbisk och som bisexuell, medan andra kvinnor identifierar sig som lesbiska utan att agera på det. Sexuell identitet är inte nödvändigtvis samma som sexuell läggning eller sexuellt beteende, av många olika anledningar, bland annat rädsla för identifiering av den sexuella läggningen i en homofobisk miljö. 
Under 2000-talet har en ökad mängd lesbiska tagit plats i media, och mer populärkultur av och för lesbiska skapats. Kopplat till senaste vågen av feminism har fler lesbiska musiker tagit plats på den svenska musikscenen och gett uttryck för sin sexualitet i sin musik. Kvinnor med en lesbisk identitet delar erfarenheter och perspektiv: de möter samma heterosexistiska diskriminering och risken att mötas av homofobi. Som lesbiska kvinnor så möter de delvis andra problem än homosexuella män. Fördomar, diskriminering och nedsatt mental hälsa är fortfarande en reell problematik. Den politiska situationen och samhällets attityd påverkar möjligheten till att leva öppet och bilda familj.

## Definition
Definitionen av vad det innebär att vara lesbisk varierar. Enligt RFSL är definitionen: En person som oftast identifierar sig som tjej eller kvinna och som har förmåga att bli kär i och/eller attraherad andra tjejer/kvinnor. Sexuell identitet är inte nödvändigtvis samma som sexuell läggning eller sexuellt beteende, vilket blir tydligt i Lesbisk Makt definition som lyder: Lesbiskt kan vara din identitet, eller så identifierar du dig som något annat men gillar att göra lesbiska saker ibland, eller så vill du göra lesbiskt i framtiden.
Begreppet lesbisk kärlek anspelar på den antika lyrikern Sapfo från den grekiska ön Lesbos, vars kärleksdikter många gånger riktade sig till en kvinna.

## Kvinnlig homosexualitet utan identitet i den västerländska kulturen

### Allmänt
De varierande betydelserna av lesbisk sen 1900-talets början har lett till att historiker på nytt undersökt begreppet och dess innebörd. Diskussioner från historiker handlar om vad som klassas som en lesbisk relation, samt om vi med vår samtida definition av lesbisk kan använda den etiketten på kvinnor som hade relationer med andra kvinnor, då de själva inte identifierade sig som lesbiska. 
En annan problematik vid studier av historiska relationer är vilken typ av bevisföring som krävs. 1989 skrev en akademisk grupp som hette Lesbian History Group 
På grund av samhällets motstånd till att erkänna att lesbiska existerar, krävs det en hög grad av säkerhet innan historiker och biografi-författare tillåts att använda den etiketten. Bevis som skulle räcka i vilken annan situation är otillräckliga här … En kvinna som aldrig gift sig, som levde med en annan kvinna, vars vänner mestadels var kvinnor, eller som rörde sig i lesbiska eller blandade homo-sammanhang, kan mycket väl varit lesbisk... Men denna typ av belägg är inte 'bevis'. Vad våra kritiker vill ha är obestridliga bevis på sexuell aktivitet mellan kvinnor. Detta är nästa omöjligt att hitta.

Kvinnors sexualitet är oftast inte tillräckligt representerade i texter och dokumentation. Fram till nyligen var mycket av det som dokumenterats om kvinnors sexualitet skrivet av män, i kontexten för den manliga förståelsen, och kopplat till mäns förståelse av kvinnor -  som till exempel deras fruar, döttrar och mödrar. Konstnärliga representationer av kvinnlig sexualitet visar ofta mer allmänna idéer och trender, vilket kan ge historiker ledtrådar till hur omfattande eller accepterade erotiska relationer mellan kvinnor var. 

### Antikens Grekland

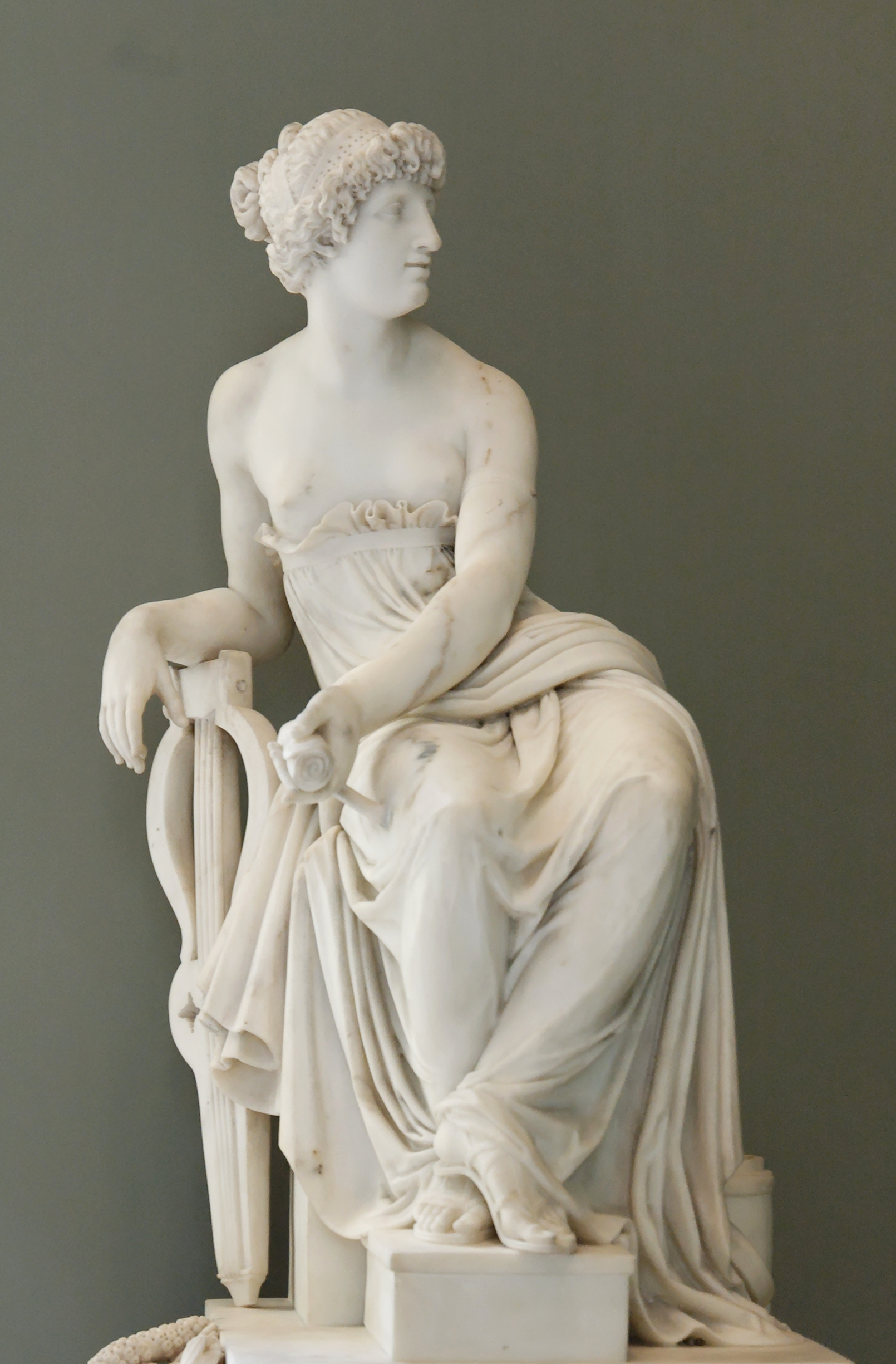
Staty av Sapfo från 1800-talet

Bevisen för kvinnlig homosexualitet i antikens Grekland är begränsade, och nämns knappt i grekisk litteratur. De flesta överlevande källorna kommer från Athen, och är utan undantag skrivna av män. Åtminstone bland de Atenska männen verkar det varit tabu med kvinnlig homosexuell aktivitet.
De referenser som finns är två poeter Sapfo och Alkman, som har tolkats som poesi om kvinnligt samkönat begär. Sapfos dikter behandlar kärlek till både män och kvinnor. En av dikterna frågar poeten Afrodite om stöd för frieri till en annan kvinna. Det är anmärkningsvärt att det fragmentet beskriver hur Sapfo både ger och får från en annan kvinna, i kontrast till det rigida dikotomin som observerats i manligt homosexuella relationer i Antikens Grekland. I Sapfo 94 finns det enda fragmentet som tydligt nämner kvinnligt homosexuellt beteende. Alkman skrev Partheneio, som tar upp attraktion mellan unga kvinnor. Det finns delade meningar, men historiker anser att attraktionen som skildras är romantisk eller erotisk.

### Medeltiden
Att vara lesbisk ansågs vara medfött enligt medeltida arabiska texter. De tidigaste historierna om lesbiska i arabisk litteratur kommer från Encyclopedia of Pleasure, och innehåller en berättelse om kärleken mellan en kristen och en muslims kvinna. Det är känt att Fihrist, en samling av skrifter från 1000-talet innehåller skrifter om tolv andra lesbiska par.

### Sverige 1600 - 1800-talet
För mer info Homosexualitet i Sverige 

Homosexualitet blev ett brott i Sverige på 1600-talet, när staten vuxit sig stark och den lutherska kyrkan fick inflytande på lagstiftningen. Lagen gällde då bara män, och straffet för homosexuella handlingar var dödsstraff. 
Det är i 1864 års strafflag som för första gången även lesbisk kärlek straffbeläggs. Men kvinnors homosexualitet ansågs inte vara ett stort problem; först på 1900-talet hände det att kvinnor åtalades för detta "brott". Lagar om kvinnlig homosexualitet fanns, runt sekelskiftet 1900, endast i Österrike, Sverige, Finland och några kantoner i Schweiz.

### Tidigt 1900-tal

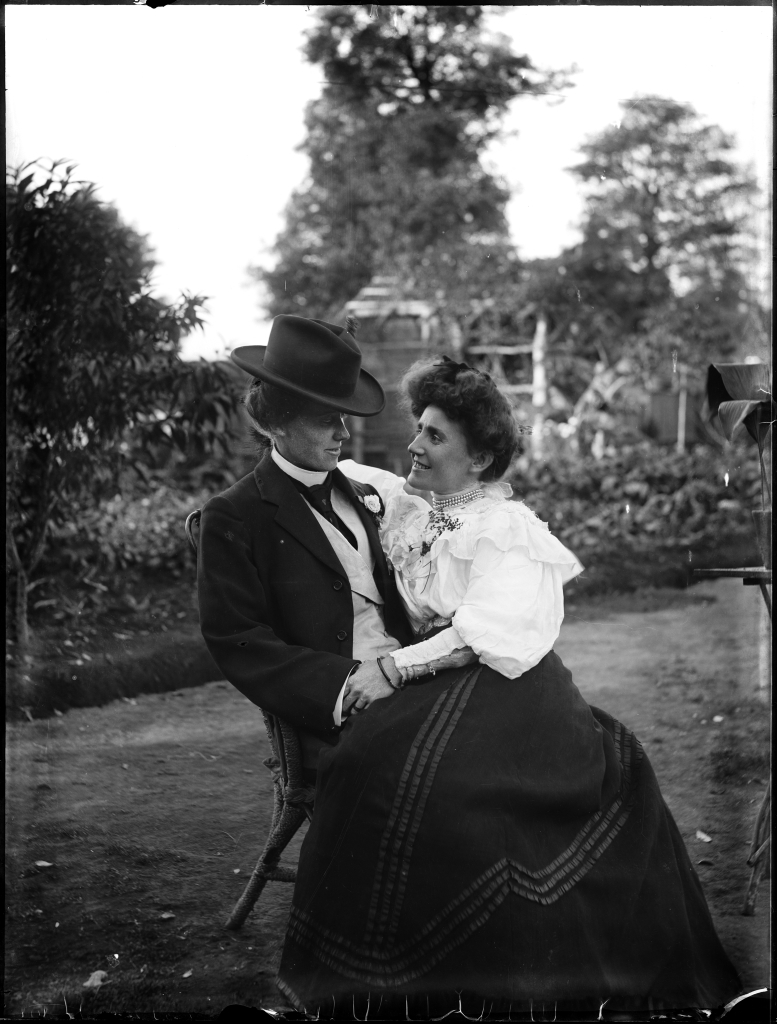
Ungt lesbiskt par

Från 1890-talet till 1930-talet höll den amerikanska arvtagerskan Natalie Clifford Barney varje vecka en salong i Paris dit kändisar i konst och artistvärlden var inbjudna och där fokus låg på lesbiska ämnen. Bland besökarna tillhörde Romaine Brooks, som målade av andra i samma cirkel. Författaren Colette, Djuna Barnes, Gertrude Stein och författaren Radclyffe Hall.
Berlin hade en rik homosexuell kultur under 1920-talet, med 50-talet lesbiska klubbar och ett antal magazin som riktade sig till lesbiska. Klubbarna varierade från stora och välkända till små kvarterskaféer. Även om homosexualitet var förbjudet i Tyskland, så tolererades det av staten.

För mer info Homosexualitet i Berlin

### Butch- och Femmedikotomin
Butch och femme är termer som beskriver könsidentiteter hos lesbiska, där butch är kopplat till manligt uttryck med kläder, accessoarer och beteende. Femme är kvinnligt uttryck med kläder, accessoarer och beteende. Från att börjat på 1900-talet blev Butch-Femme vanligt under 40-talet i USA och Kanada, främst på gay-barer. Under 40-50-60 talet var det vanligt med att lesbiska identifierade som antingen butch eller femme, och klädde sig därefter. Relationer formades då oftast mellan en butch och en femme.
Butch och femme är begrepp som fortfarande finns i den lesbiska världen men mer uppluckrade.

### 68-rörelsen och 70-talet
Stonewallupproret i New York 1969 när homosexuella och transpersoner slog tillbaka mot polisen som länge trakasserat dem blev startskottet en rörelse för HBTQ-personers rättigheter. I samband med andra vågens feminism under sena 60-talet och 70-talet lyftes frågan om lesbiskas rättigheter och den diskriminering som fanns. 1975 bildades i Sverige organisationen Lesbisk Front fanns i en rad städer, och jobbade för att stärka lesbisk identitet genom texter, tal, sånger, teater, film och tidskrifter samt ägnade sig åt politiska aktioner, och drev tillsammans med Grupp 8 kvinnohuset i Stockholm.  1979 slutade homosexualitet att sjukdomsklassas efter påtryckningar från RFSL och sedan 80-talet så har lesbiska gradvis fått mer rättigheter. 

### 90-talet och framåt
År 1993 arrangerade lesbiska i flera amerikanska storstäder protestmarscher som kallades för Dyke March. I Sverige så har mycket av engagemanget för lesbiska drivits på av RFSL, och under 00-talet och framåt har det skett en sökning av mötesplatser och ungdomsgårdar med HBTQ-tema. Lesbisk Makt startades 2012 som en lesbisk workshop under Pride i Stockholm, med mål att kartlägga lesbiskhet i Sverige och skapa en lesbisk tidslinje. Detta har vidareutvecklats till målet att skapa en lesbisk folkrörelse. 2016 fanns det lokalgrupper på över tiotalet orter i Sverige, som framförallt är fokuserade kring att arrangera Lesbisk Frukost, som är en mötesplats för lesbiska och lesbisk kultur.

## Lesbisk kultur

### Allmänt
Det finns en mängd populärkultur som handlar om lesbiska personer, relationer och plats i samhället. Stor del av den lesbiska identitet som många lesbiska har är kopplad till gemensamma kulturella referenser. Hur lesbiska porträtterats i litteratur, film och teve har ofta format omvärldens tankar om kvinnors sexualitet. Majoriteten av skildringen av lesbiska är gjorda av män, och det var först på 80-talet filmer om lesbiska började göras, och då var karaktärerna ofta stereotypa och platta. Först på 2000-talet har teveprogram om lesbiska av kvinnor börjat produceras, och senaste åren har det varit en ökning av lesbiska som tar plats som kulturskapare. 

### Litteratur

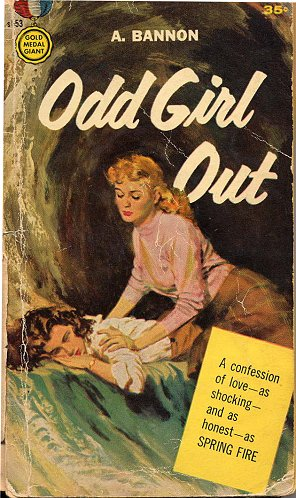
Omslaget till Odd Girl Out av Ann Bannon.

### Film och Teve
Mycket av dem film och teve som producerades under 1900-talet skildrar lesbiska ur ett manligt perspektiv. Under det sena 1900-talet och 2000-talet har en ökad mängd filmer som ger mer nyanserade karaktärer.

#### Film
The Watermelon Woman (1996) Det var den första filmen som har regisserats av en svart lesbisk. Den handlar om Cheryl, en svart lesbisk som arbetar i en videobutik samtidigt som hon försöker göra en film om en svart skådespelerska från 30-talet som spelade stereotypa "mammy"-roller. Under 90-talet producerades en rad filmer, däribland A village Affair (1995), All Over Me (1997), Better Than Chocolate (1999) och But I'm a Cheerleader (1999) som är en satirisk komedi som handlar om en amerikansk tonårstjej som skickas på läger för att bli hetero av sina föräldrar, när hon är på lägret inser hon att hon är lesbisk. Fucking Åmål (1998) blev en svensk klassiker och utspelar sig i Åmål under 90-talet där vi får följa tonåringarna Elin och Agnes och deras spirande kärlek. 
Under 2000-talet kom filmer som Lost and Delirious (2001), The Hours (2002), Itty Bitty Titty Committee (2007), Affinity (2008), And then came Lola (2009) och Imagine Me and You (2005) som är en romantisk dramakomedi där Rachel som är nygift blir förälskad i floristen Luce som skötte blomsterarrangemanget till bröllopet.
När Kyss mig (2011) kom var det den första svenska lesbiska långfilmen på 15 år, sen Fucking Åmål. Filmen följer Frida och Mia, vars föräldrar ska gifta sig samtidigt som Mia har förlovat sig. Men attraktion uppstår mellan Frida och Mia. The Runaways (2010), Bitchkram (2012), Dyke Hard (2014) var några av de filmer som kom under 2010-talet. Carol (2015) utspelar sig under 1950-talet och handlar om Belivet Therese (Rooney Mara) som jobbar i ett varuhus på Manhattan, är intresserad av fotografi och drömmer om ett bättre liv. Hon möter den äldre kvinnan Carol Aird (Cate Blanchett), som går igenom en skilsmässa. De blir attraherade och inleder en kärleksaffär. 

#### Serier
The L Word (2004–2009) och uppföljaren The L Word: Generation Q (2019–2021) följer en grupp lesbiska vänner i Los Angeles och deras liv och förehavande. Varierande typer av serier har behandlat lesbiska teman så som Skins (2007–2013), Xena Warrior Princess (1995–2001), Lip service (2010–2012) och Faking it (2014–2016). Orange Is the New Black (2013–2019) är ett drama på ett kvinnofängelse som följer fångar och fångvaktare och deras relationer och situation. 

### Musik

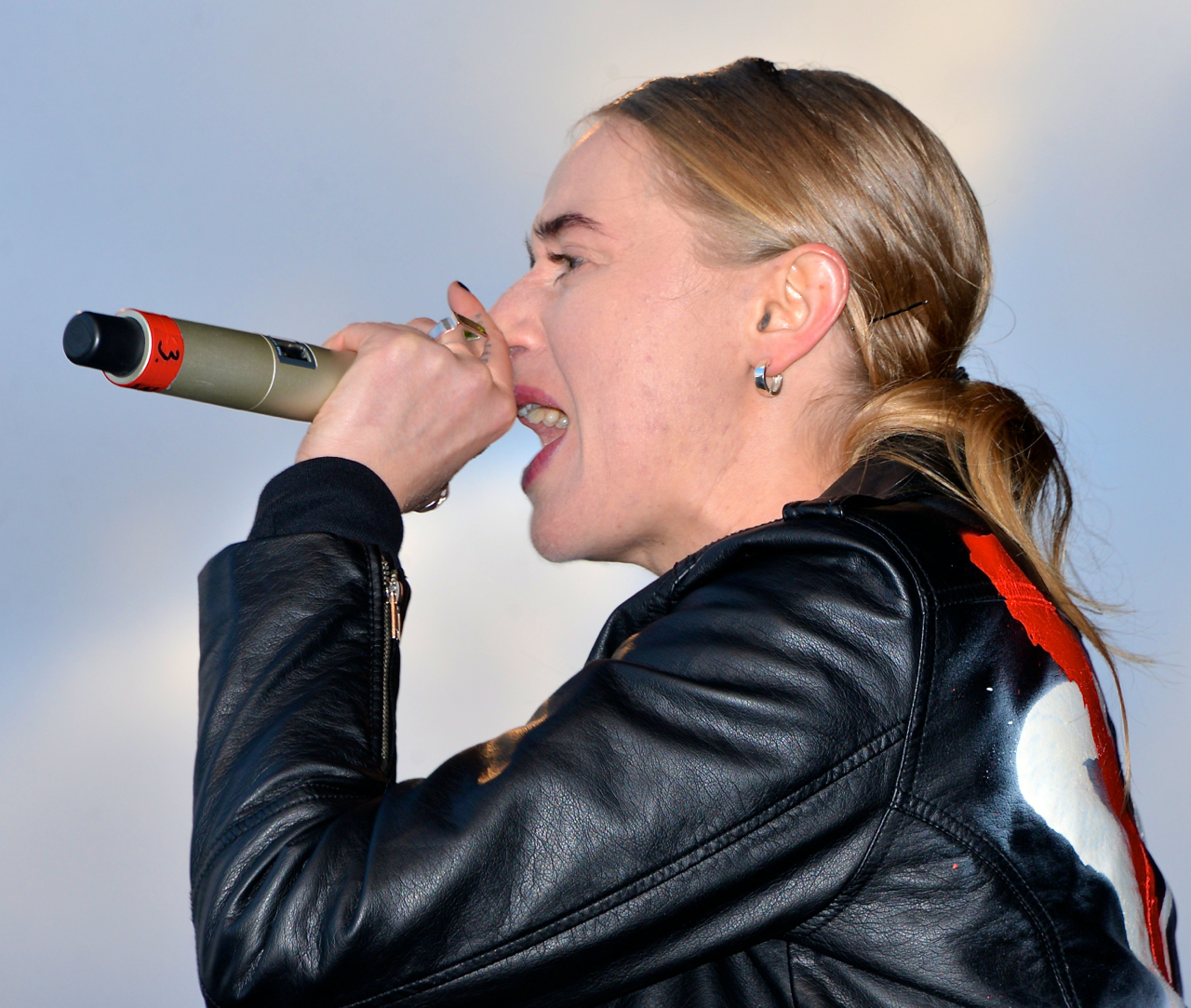
Silvana Imam som spelar i Kärrtorp 2013

Under 2010-talet har det vuxit fram en lesbisk musikscen i Sverige med bland annat rapparen Silvana Imam som i sin musik tydligt uttrycker sin lesbiska identitet. Med låttexter med bland annat raden "Alltså ärligt, jag är inte straight – jag är lesbisk". Beatrice Eli är en annan lesbisk musiker som använder sin sexuella identitet i sin musik. 
Thinking of my teacher

Yeah, my 6th grade teacher

With the long, dark hair

It always works getting me aroused

I've seen this girl on the TV

See this girl in the mall

I see pictures in my head

Of my head between their legs
Från mer mainstream låtar som I kissed a girl av Katy Perry, och låtar som inte uttalas sig som lesbiska men likt My best friend av Hello Saferide som handlar om två kvinnor som är bästa vänner och där den ena frågar sig varför de inte är lesbiska. Tegan and Sara behandlar också lesbiska teman i sin musik. 

## Rättigheter

Världskarta över homosexuellas juridiska villkor.
Homosexualitet tillåtet
Samkönade äktenskap
Registrerat partnerskap el. dyl.
Inga juridiskt accepterade samkönade samlevnadsformer
Utländska samkönade äktenskap erkänns
Homosexualitet begränsad
Yttrandefriheten i HBTQ-frågor är begränsad
Homosexualitet förbjudet
Formellt förbjudet, men straff utmäts i praktiken inte
Straff upp till fängelse
Livstidsstraff
Dödsstraff

### I Sverige
För mer info HBTQ-rättigheter i Sverige
Homosexualitet i Sverige avkriminaliserades 1944 och slutade ses som en sjukdom 1979, och blev därigenom det första landet i världen att sluta med det. Landet anses vara ett av Europas och världens HBTQ-vänligaste länder när det kommer till lagar rörande homosexualitet. Sedan slutet av 1980-talet har homosexuella i Sverige gradvis fått allt större rättigheter, inklusive rätten till samkönad adoption (2003) och rätten att ingå samkönat äktenskap (2009). 
Sen 2005 är det tillåter med assisterad befruktning för lesbiska par. Reglerna har varierat mellan landstingen och skiljer sig mellan avgifterna för heterosexuella och homosexuella par. I ett antal landsting är det inte möjligt för lesbiska par som vill ha två barn att föda varsitt, då reglerna är utformade efter heterosexuella par där bara den ena har möjlighet att föda barnet.

### Övriga världen
Juridiska och sociala villkor för lesbiska varierar starkt i olika delar av världen. I allmänhet är mer sekulariserade länder i västvärlden mest tillåtande och mer religiöst präglade länder mer restriktiva. Ofta är lagarna utformade med homosexuella män i åtanke och kvinnor löper mindre risk för repressalier. Det är även kopplat till den patriarkala synen på kvinnor sexualitet som passiv, där kvinnor inte förväntas hålla på med sexuella aktiviteter för din egen skull, utan för män.